# Chiesa di San Giacomo Maggiore Apostolo (Gandino)
La chiesa di San Giacomo Maggiore Apostolo è la parrocchiale di Cirano, frazione di Gandino in provincia e diocesi di Bergamo, fa parte del vicariato di Gandino.. La navata della chiesa fu completamente distrutta nel 1968 dal crollo della torre campanaria che portò a una completa moderna ricostruzione.

## Storia
La costruzione di una chiesa, è documentata dagli inizi del Quattrocento, con lavori che furono più volte sospesi e ripresi fino al 1441. Il vescovo di Bergamo Polidoro Foscari consacrò la chiesa il 16 agosto 1446 dedicandola a san Giacomo il Maggiore.
Nell'autunno del 1575 fu visitata da san Carlo Borromeo arcivescovo di Milano, il quale relazionò indicandola sussidiaria di quella di Santa Maria Assunta di Gandino gestita dalla confraternita della Santissima Trinità.

Nel 1666 la chiesa fu inserita nel “Sommario delle chiese di Bergamo”, elenco redatto dal cancelliere della curia vescovile Giovanni Giacomo Marenzi intitolata a san Giacomo il Maggiore, sussidiaria di quella di Gandino.
La chiesa fu oggetto di una completa ricostruzione nel Settecento con rifacimento degli interni e della cupola e le nuove decorazioni lavori di Ferrario Ferrari e Giuseppe Antonio Orelli con le finte prospettive di Bernardo Brignoli; e nuovi affreschi furono aggiunti alla fine dell'Ottocento lavori del torinese Luigi Morgari e decori di Aristide Secchi di Lodi, che aveva eseguito altri lavori nella bassa val Seriana.
La torre campanaria fu completata dal concerto di otto campane in sol fuse dalla ditta Brigozzi con la consacrazione del vescovo Giuseppe Piazzi il 4 aprile 1954. Lavori di manutenzione furono eseguiti nel 1968 ma durante questi lavori di manutenzione il 21 settembre il campanile crollò distruggendo gravemente la navata. Il vescovo Clemente Gaddi elevò la chiesa a parrocchiale il 10 luglio 1969 smembrandola da quella di Gandino. La ricostruzione completa della navata terminò nel 1975 e la nuova aula fu benedetta dall'arcivescovo Clemente Gaddi il 2 agosto con la conferma all'antica intitolazione di san Giacomo Maggiore Apostolo.

## Descrizione
L'edificio esternamente molto semplice appare come un'abitazione civile. 

La ricostruzione della chiesa ha modificato completamente l'antico aspetto, le poche parti che sono rimaste intatte furono mantenute. La chiesa è anticipata dal sagrato nella medesima forma di quello antico, delimitato da pilastri in pietra naturale uniti da barre di ferro preceduti da una gradinata. Nella parte inferiore dell'antica facciata seicentesca vi è il portale completo di paraste e architrave con fregio nella parte centrale vi è il calice con il trigramma JHS. Due aperture rettangolari con contorni in pietra finemente lavorati atti a illuminare quella che era la precedente aula. A sinistra vi è il nuovo lato della chiesa in calcestruzzo armato.
La navata interna è un incontro la parte nuova e quella antica con tre aperture ad arco che permettono questa unico. Due travi in calcestruzzo raccordate a arco reggono la campata a due spioventi lignea dell'arcata centrale. L'aula è illuminata da grandi vetrati. La nuova zona presbiteriale rialzata da tre gradini.